# Interstate 277 (Caroline du Nord)
Pour les articles homonymes, voir Interstate 277.
L'Interstate 277 (I-277) est une autoroute auxiliaire de la Caroline du Nord. Elle forme une boucle partielle de 4,41 miles (7,10 km) autour du centre de Charlotte.

## Description du tracé
L'I-277 est une autoroute de ceinture de quatre à huit voies qui entoure le centre-ville de Charlotte. Débutant à la sortie 9 de l'I-77 / US 21, la route forme un rectangle avec deux courbes prononcées. Au milieu de la boucle, elle croise la US 74.

## Liste des sorties
| Interstate 277                                                    |              |      |      |        |                                                                                             |                                                                                   |
| Comté                                                             | Municipalité | mi   | km   | Sortie | Intersections / Destinations                                                                | Notes                                                                             |
| Mecklenburg                                                       | Charlotte    | 0,00 | 0,00 | —      | US 74 ouest (Wilkinson Boulevard)                                                           | Continue comme US 74; terminus sud du multiplex avec US 74                        |
| Mecklenburg                                                       | Charlotte    | 0,00 | 0,00 | 1A     | NC 27 (en) ouest vers US 29 / Freedom Drive                                                 | Terminus sud du multiplex avec NC 27; sortie direction sud, entrée direction nord |
| Mecklenburg                                                       | Charlotte    | 0,10 | 0,16 | 1B     | I-77 sud / US 21 sud – Columbia                                                             |                                                                                   |
| Mecklenburg                                                       | Charlotte    | 0,10 | 0,16 | 1C     | I-77 nord / US 21 nord – Statesville                                                        |                                                                                   |
| Mecklenburg                                                       | Charlotte    | 0,60 | 0,97 | 1Dr    | Carson Boulevard                                                                            | Sortie et entrée direction nord                                                   |
| Mecklenburg                                                       | Charlotte    | 1,00 | 1,60 | 1E     | Direction nord: College Street, South Boulevard, Caldwell Street                            |                                                                                   |
| Mecklenburg                                                       | Charlotte    | 1,00 | 1,60 | 1E     | Direction sud: Brooklyn Village Avenue, Kenilworth Avenue, South Boulevard, Caldwell Street |                                                                                   |
| Mecklenburg                                                       | Charlotte    | 1,90 | 3,10 | 2A     | NC 16 (en) (Third Street / Fourth Street) / Kenilworth Avenue                               | Terminus sud du multiplex avec NC 16                                              |
| Mecklenburg                                                       | Charlotte    | 2,70 | 4,30 | 2B     | US 74 est / NC 27 (en) est (Independence Expressway)                                        | Terminus nord du multiplex avec US 74 / NC 27                                     |
| Mecklenburg                                                       | Charlotte    | 3,20 | 5,10 | 3A     | Direction nord: Twelfth Street, Davidson Street, Brevard Street, Tryon Street               |                                                                                   |
| Mecklenburg                                                       | Charlotte    | 3,20 | 5,10 | 3A     | Direction sud: Brevard Street, Davidson Street, McDowell Street                             |                                                                                   |
| Mecklenburg                                                       | Charlotte    | 3,60 | 5,80 | 3B     | Direction nord: Vers US 29 / NC 49 (en) (Graham Street) / Church Street                     |                                                                                   |
| Mecklenburg                                                       | Charlotte    | 3,60 | 5,80 | 3B     | Direction sud: Eleventh Street, Church Street, Tryon Street                                 |                                                                                   |
| Mecklenburg                                                       | Charlotte    | 3,80 | 6,10 | 4      | US 29 / NC 49 (en) (Graham Street)                                                          | Sortie direction sud, entrée direction nord                                       |
| Mecklenburg                                                       | Charlotte    | 4,40 | 7,10 | 5A     | I-77 nord / US 21 nord vers I-85 nord – Statesville                                         |                                                                                   |
| Mecklenburg                                                       | Charlotte    | 4,40 | 7,10 | 5B     | I-77 nord (Voies express)                                                                   | Voies express seulement; sortie direction nord, entrée direction sud              |
| Mecklenburg                                                       | Charlotte    | 4,40 | 7,10 | 5C     | I-77 sud / US 21 sud – Columbia                                                             |                                                                                   |
| Mecklenburg                                                       | Charlotte    | 4,40 | 7,10 | —      | NC 16 (en) nord (Brookshire Freeway) vers I-85 sud                                          | Terminus nord du multiplex avec NC 16; continue au-delà comme NC 16               |
| - Terminus de multiplex - Accès réservé aux HOV - Accès incomplet |              |      |      |        |                                                                                             |                                                                                   |